# Georges Bidault

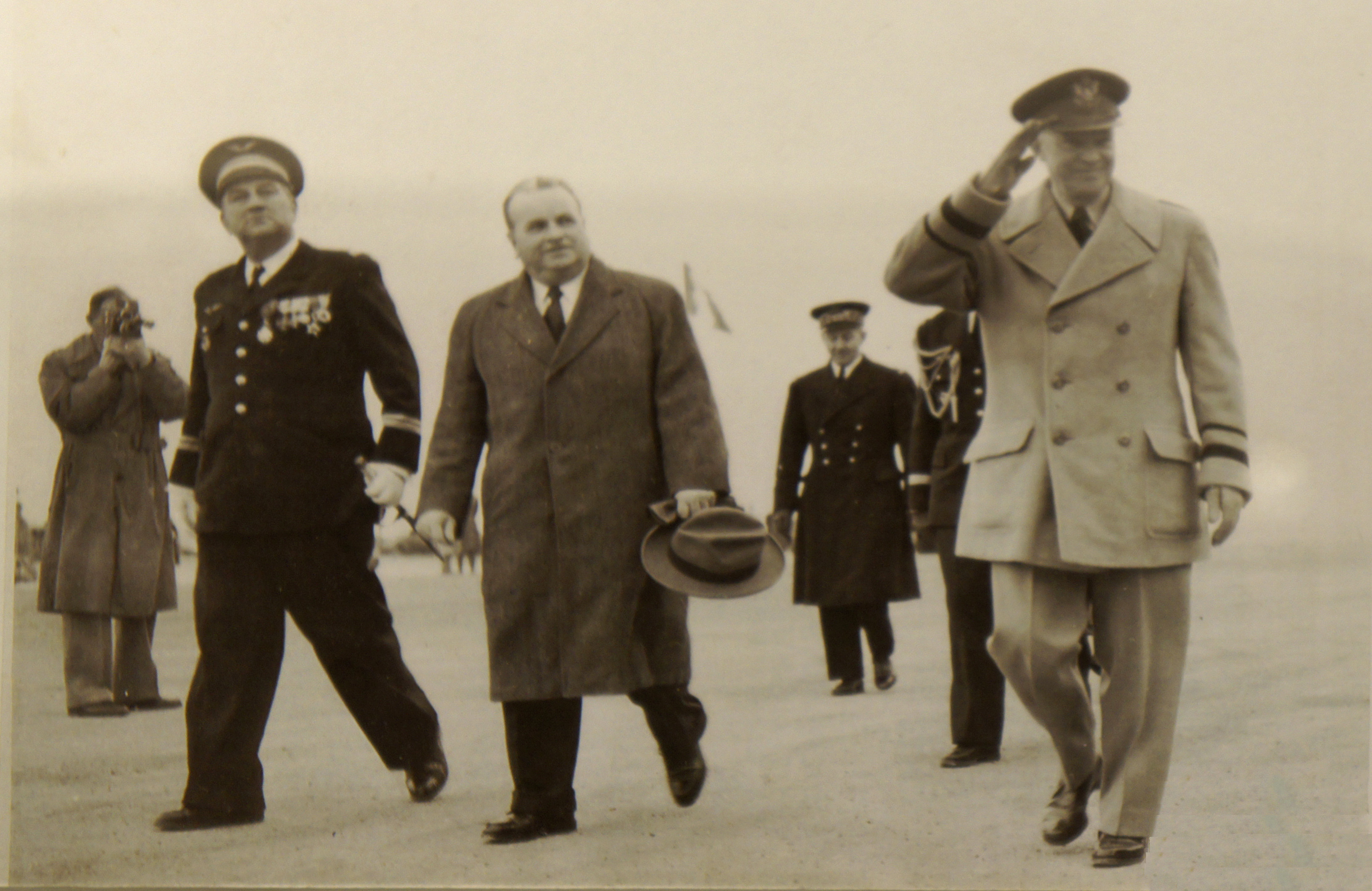
Od lewej: Marcel Housset, Georges Bidault i Dwight Eisenhower (1951)

Georges-Augustin Bidault (ur. 5 października 1899 w Moulins, zm. 27 stycznia 1983 w Cambo-les-Bains) – francuski polityk, trzykrotny premier Francji w latach 1946 (przewodniczący rządu i tym samym głowa państwa), 1949–1950 i 1950.

## Życiorys
Po ukończeniu szkoły jezuickiej brał udział w I wojnie światowej. W 1925 został nauczycielem historii, pracował następnie w Valenciennes, Reims i Lycée Louis-le-Grand w Paryżu. 
Przed wojną pracował w chadeckiej gazecie „L'Aube“, gdzie sprzeciwiał się łagodnej wobec Niemiec polityce premiera Daladiera. Podczas kampanii francuskiej został zmobilizowany, a 1 czerwca został wzięty do niewoli i więziony w Stalagu II A. W lipcu 1941 roku został zwolniony i powrócił do Paryża.
W październiku 1941 roku wyjechał do Francji Vichy i zaczął pracować jako nauczyciel w Lycée du Parc w Lyonie.
Podczas okupacji niemieckiej działał w ruchu oporu. W lutym 1942 roku został redaktorem naczelnym podziemnej gazety „Combat”. W kwietniu tego samego roku na prośbę Jeana Moulina zgodził się pokierować centralnym „Bureau d'Information et de Presse”. W maju 1943 roku opuścił Lyon i wyjechał do Paryża.
Po śmierci Jeana Moulina został wybrany przewodniczącym Krajowej Rady Ruchu Oporu. W 1944 roku brał udział w powstaniu paryskim.
Bidault był ponadto ministrem spraw zagranicznych w pierwszym powojennym rządzie generała Charles’a de Gaulle’a. Był jednym z założycieli chrześcijańsko-demokratycznej partii MRP. W 1949 był prezesem tej partii, a od 1952 był jej honorowym przewodniczącym.
W imieniu Francji podpisał układ z 10 grudnia 1944 o sojuszu i wzajemnej pomocy z ZSRR, zaś w 1947 anglo-francuski Traktat z Dunkierki.
Kilkukrotnie pełnił funkcję ministra spraw zagranicznych i ministra obrony.
W późniejszym okresie – jako zwolennik Algierii Francuskiej – był szefem politycznego skrzydła OAS. W lipcu 1962 z powodu jego działalności związanej z wojną algierską odebrano mu immunitet parlamentarny, przez co wyjechał z Francji i udał się do Brazylii, od 1967 roku przebywał w Belgii, a rok później powrócił do Francji.

## Odznaczenia
- Krzyż Wielki Legii Honorowej
- Order Wyzwolenia
- Medal Ruchu Oporu z Rozetą